# Niccolò Ragnina
Niccolò Ragnina (in serbo-croato: Nikša Ranjina; Ragusa, 1494 – Ragusa, 1582) è stato un letterato italiano della Repubblica di Ragusa.

## Biografia
Nasce a Ragusa nel 1494 , membro della famiglia Ragnina. Ricopre importanti cariche pubbliche ed è eletto quattro volte Rettore della Repubblica di Ragusa. Giovanissimo, nel 1507 raccoglie 820 testi di poeti ragusei nel cosiddetto Canzoniere raguseo, codice che costituisce tuttora una preziosa testimonianza della letteratura ragusea di fine Quattrocento. Nel 1508-09 compila un lezionario in volgare croato. La sua opera più nota sono gli Annali di Ragusa, compilati intorno al 1558 e pubblicati da Natko Nodilo nel 1883, scritti sulla base di antiche cronache e di documenti dell'archivio della Repubblica. Lascia un manoscritto De inventione corporis S. Simeonis prophetae, carme, tuttora inedito. Muore a Ragusa nel 1582.

## Opere
- Canzoniere raguseo
- Annali di Ragusa, (1558)
- De inventione corporis S. Simeonis prophetae, carme (manoscritto inedito)